# Nöydün
Nöydün är en ort i Azerbajdzjan.   Den ligger i distriktet Quba Rayonu, i den nordöstra delen av landet, 150 km nordväst om huvudstaden Baku. Nöydün ligger 743 meter över havet och antalet invånare är 300.
Terrängen runt Nöydün är huvudsakligen kuperad, men söderut är den bergig. Närmaste större samhälle är Quba, 11,2 km norr om Nöydün. 
Omgivningarna runt Nöydün är en mosaik av jordbruksmark och naturlig växtlighet. Runt Nöydün är det ganska glesbefolkat, med 48 invånare per kvadratkilometer.